# Thalassironus
Thalassironus is een geslacht van vrij in zee levende rondwormen uit de familie van de Ironidae. De wetenschappelijke naam van de soort is voor het eerst geldig gepubliceerd in 1889 door Johannes Govertus de Man. De Man beschreef tevens de nieuwe soort Thalassironus britannicus, gevonden aan de kust van Cornwall bij Penzance.

## Soorten[1]
- Thalassironus americanus
- Thalassironus bipartitus
- Thalassironus bisetosus
- Thalassironus bohaiensis
- Thalassironus britannicus
- Thalassironus jungi
- Thalassironus lynnae
- Thalassironus multidentatus
- Thalassironus thalassinus